# تاريخ ثقافي

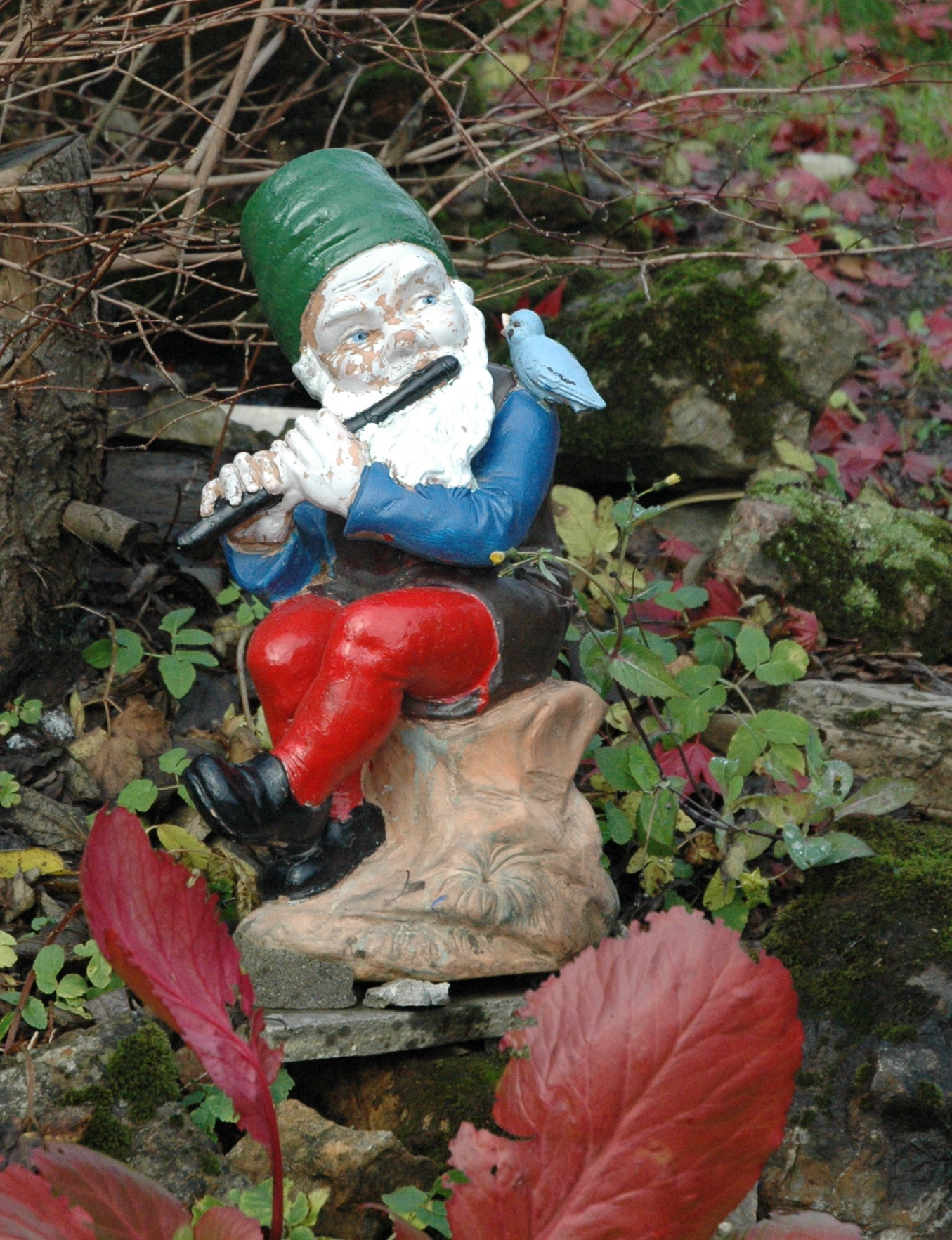

الثقافة هي مجموعة تراكمات من الاختراعات والاكتشفات التي تصبغ الإنسان بطابعها المهني الحديث وتحيله إلى كم هائل من المعلومات والخبرات الذاتية بسبب تقدم وسائل الإنتاج المعرفي.
أما التاريخ الثقافي فهو مجموعة من العادات والتقاليد والأعراف التي تميز مجموعة من الأشخاص وتجعلهم ينطوون تحت جناحها ويختلف التاريخ التاريخ الثقافي بين الآباء والأبناء ولقد أدت العولمة إلى انتشار هذه الظاهرة وتفشيها خصوصا الثقافة الغربية، وظهور مفهوم الغزو الثقافي والاستعمار الثقافي وهي نشر العدو أو المستعمر ثقافته ولغته بهدف إنتاج أفراد يتبعونه بل الفكر مما يؤدي إلى ظهور جيل ينتمون عقلاً إلى المستعمر أو العدو ويقومون بتحقيق أهدافه ويعد هذا أخطر أنواع الاستعمار لتأثيره الكبر وانتشاره الواسع وصعوبة التخلص منه.

## الوصف
يدعي العديد من المؤرخين الثقافيين الحاليين أنه نهج جديد، لكن التاريخ الثقافي أُشير إليه من قبل المؤرخين في القرن التاسع عشر مثل الباحث السويسري لتاريخ عصر النهضة ياكوب بوركهارت.
يتداخل التاريخ الثقافي في نهجه مع الحركات الفرنسية لـتاريخ العقليات (فيليب بوراييه، 2004) وما يُسمى التاريخ الجديد، ويرتبط ارتباطًا وثيقًا بمجال الدراسات الأمريكية في الولايات المتحدة. كما صورها ومارسها في الأصل المؤرخ السويسري في القرن التاسع عشر ياكوب بوركهارت إزاء النهضة الإيطالية، كان التاريخ الثقافي موجهًا لدراسة فترة تاريخية معينة بأكملها، أي ليس ما يتعلق بالرسم والنحت والعمارة فيها فقط، بل بالأساس الاقتصادي الذي يقوم عليه المجتمع، والمؤسسات الاجتماعية في حياته اليومية أيضًا. يمكن رؤية أصداء نهج بوركهارت في القرن العشرين في كتاب يوهان هويزنغا تلاشي العصور الوسطى (1919).
غالبًا ما يجري التركيز على الظواهر التي تشاركها الجماعات غير النخبوية في المجتمع، مثل: الكرنفال، والمهرجان، والطقوس الشعبية؛ وتقاليد الأداء الفني للقصة، والملحمة، والأشكال الشفهية الأخرى؛ والتطورات الثقافية في العلاقات الإنسانية (الأفكار، والعلوم، والفنون، والتقنيات)؛ والتعبيرات الثقافية للحركات الاجتماعية مثل القومية. وتجري أيضًا دراسة المفاهيم التاريخية الرئيسية مثل النفوذ، والأيديولوجيا، والطبقة الاجتماعية، والثقافة، والهوية الثقافية، والاتجاه، والعرق، والإدراك الحسي، والأساليب التاريخية الجديدة كرواية للإنسان. تنظر العديد من الدراسات في تكييف الثقافة التقليدية مع وسائل الإعلام (التلفاز، والإذاعة، والصحف، والمجلات، والإعلانات، وما إلى ذلك)، ومن الطباعة إلى الأفلام، والآن إلى الإنترنت (ثقافة الرأسمالية). تأتي مناهجها الحديثة من دراسة تاريخ الفن، والحوليات، والمدرسة الماركسية، والتاريخ الكلي، والتاريخ الثقافي الجديد.
تضمنت ركائز النظرية الشائعة للتاريخ الثقافي الحديث الآتي: صياغة يورغن هابرماس للحيز العام في التحول الهيكلي للحيز العام البرجوازي؛ ومفهوم كليفورد غيرتس حول «التوصيف العميق» (الذي شُرح مثلًا في تفسير الثقافات)؛ وفكرة الذاكرة كفئة ثقافية تاريخية، كما نوقش في كتاب بول كونرشن كيف تتذكر المجتمعات.

### التأريخ والثورة الفرنسية
المجال الذي يُشار فيه غالبًا إلى الأسلوب الجديد للتاريخ الثقافي بأنه نموذج فكري تقريبًا هو «التعديل» التاريخي للثورة الفرنسية، الذي يرجع تاريخه إلى فترة ما منذ مقال فرانسوا فوريه لعام 1978 الذي كان ذا تأثيرٍ هائل تفسير الثورة الفرنسية. غالبًا ما يوصف «التفسير التعديلي» بأنه استبدال «التفسيرات الاجتماعية» المهيمنة المزعومة، والماركسية المزعومة، التي تحدد أسباب الثورة في الديناميات الطبقية. يميل النهج التعديلي إلى التركيز بشكل أكبر على «الثقافة السياسية». بقراءة أفكار الثقافة السياسية من خلال تصور هابرماس للحيز العام، نظر مؤرخو الثورة في العقود القليلة الماضية إلى دور الموضوعات الثقافية وموقعها مثل النوع الاجتماعي والطقوس والأيديولوجيا في سياق الثقافة السياسة الفرنسية ما قبل الثورة.
المؤرخون الذين تجمعوا تحت هذا الإطار هم روجر تشارتير، وروبرت دارنتون، وباتريس هيغونيي، ولين هنت، وكيث بيكر، وجون لاندس، ومنى أزوف، وسارة مازا. يسعى هؤلاء العلماء جميعًا بالتأكيد إلى تحقيق مصالح متنوعة بشكل مقبول، وربما ركزوا بشكل كبير على الطبيعة النموذجية للتاريخ الجديد للثورة الفرنسية. كولين جونز، على سبيل المثال، ليس غريبًا عن التاريخ الثقافي أو عن هابرماس أو الماركسية، وقد جادل باستمرار بأن التفسير الماركسي لم يمت، ولكن يمكن إعادة إحيائه؛ بعد كل ذلك، كان منطق هابرماس مدينًا بشكل كبير للفهم ماركسي. في الوقت نفسه، جادلت ريبيكا سبانغ مؤخرًا بأن النهج «التعديلي» رغم تركيزه على الاختلاف والحداثة، فقد احتفظ بفكرة الثورة الفرنسية باعتبارها نقطة تحول في تاريخ (ما يسمى) الحداثة، وبأن الفكرة الإشكالية «للحداثة» لم تجذب لنفسها قدرًا مهمًا من الأهمية.